# 圣埃利耶
圣埃利耶（法語：Saint-Élier，法語發音：[sɛ̃.t‿elje]）是法国厄尔省的一个市镇，位于该省中南部，属于埃夫勒区。

## 地理
圣埃利耶（48°59'9"N, 0°57'51"E）面积2.32 平方千米，位于法国诺曼底大区厄尔省，该省份为法国北部内陆省份，北起滨海塞纳省，西接奧恩省和卡爾瓦多斯省，南至厄尔-卢瓦省，东临瓦兹省、瓦兹河谷省和伊夫林省。
圣埃利耶的时区为UTC+01:00、UTC+02:00（夏令时）。

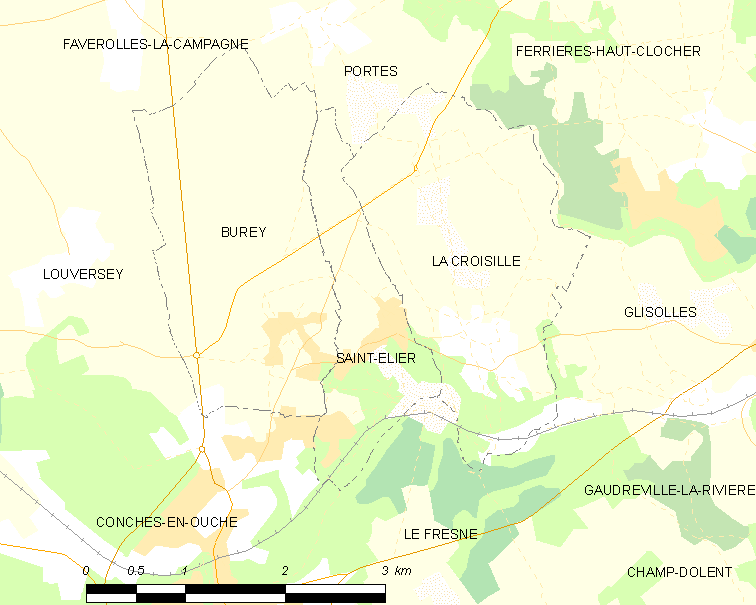
圣埃利耶的OSM定位图

## 行政
圣埃利耶的邮政编码为27190，INSEE市镇编码为27535。

## 政治
圣埃利耶所属的省级选区为乌什地区孔什县。

## 人口

1962-2008年间圣埃利耶人口变化图示

圣埃利耶于2022年1月1日时的人口数量为404人。